# Vila (rendszertan)
A Vila a rovarok (Insecta) osztályának a lepkék (Lepidoptera) rendjéhez, ezen belül a tarkalepkefélék (Nymphalidae) családjához tartozó Biblidinae alcsalád egyik neme.

## Rendszerezés
A nembe az alábbi 3 faj tartozik:
- Vila azeca
- Vila emilia
- Vila eueidiformis